# Erika Tatiana Sánchez
Erika Tatiana Sánchez Pinto es una trabajadora social y política colombiana. En el 2022 fue cabeza de lista en las Elecciones legislativas de Colombia de 2022 donde fue elegida a la Cámara de Representantes con el aval del movimiento por firmas Liga de Gobernantes Anticorrupción. Desde el 20 de julio de 2022 al 20 de julio de 2023 ocupó la segunda vicepresidencia de la cámara.
Antes de incursionar en la política, Sánchez se desempeñó como contratista particular y de fundaciones para prestar servicios al Instituto de Bienestar Familiar y a otras entidades públicas.
En agosto de 2022 se informó que no fue tenida en cuenta para ser parte del recién constituido partido Liga de Gobernantes Anticorrupción por diferencias con Rodolfo Hernández y Socorro Oliveros.